# Basècles
Basècles (în picardă Basèque, în valonă Båzeke) este o secțiune a comunei belgiene Belœil, situată în Valonia, în provincia Hainaut.
A fost o comună de sine stătătoare înainte de fuziunea comunelor din 1977.

## Geografie

### Localizare
Sat cunoscut pentru cele aproximativ zece iazuri ale sale, Basècles se întinde pe o altitudine care variază de la 25 m în apropierea autostrăzii A16, în sud-vest, până la 75 m în nord-vestul teritoriului.
Găzduiește o serie de iazuri, foste situri de cariere, care beneficiază astăzi de statutul de SGIB.
Satul este deservit de drumul național N50, care îl traversează de la nord-vest la sud-est, datorită poziționării sale la 21 km de Tournai și 23,5 km de Mons.

## Etimologie
Provine din latină Basilicas (derivat din cuvântul basilicae, care desemna mici edificii pe care francii le ridicau deasupra mormintelor oamenilor de seamă și care aminteau de forma bazilicilor sau a clădirilor sacre); Basècles ar însemna, așadar, mausoleu.

## Istorie
În anul 1110, episcopul de Cambrai, Odon de Tournai, a acordat abației Saint-Ghislain altarul din Basècles împreună cu dependințele acestuia: Wadelincourt, Hellies și Waudignies. Treizeci de ani mai târziu, un conte Baudouin – probabil contele de Flandra – a oferit acestui așezământ „comitatul” Basècles cu toate drepturile aferente. Împăratul Henric al III-lea a confirmat această donație la 27 mai 1140.
Satul, situat chiar lângă drumul roman Bavay-Köln, avea un consiliu de jurați încă din 1165, care era subordonat orașului reședință Valenciennes. Localitatea a fost atacată de mai multe ori de trupele franceze (1478, 1557–1559, 1649, 1709, 1712) sau de cele reformate (1579). În 1768, rezistența față de recrutarea obligatorie s-a manifestat prin acte de violență împotriva jandarmilor.
Basècles a fost ocupat de germani în războiul din 1914–1918.
De-a lungul istoriei sale, Basècles a fost un vechi sat industrial. Din numeroasele sale cariere se extrăgea piatra care, după lustruire, devenea marmura neagră ce a făcut renumele localității atât în Belgia, cât și în străinătate (în special în Germania, Franța, Italia, Austria etc.). De exemplu, marmură neagră din Basècles se regăsește în catedrala din Köln. Însă această epocă industrială a apus… Astăzi, extragerea pietrei a fost abandonată, iar vechile cariere, acum inundate, fac parte dintr-un peisaj în care natura își reia treptat drepturile. Satul rămâne totuși legat de trecutul său, iar manifestări periodice continuă să păstreze vie memoria cioplitorilor de marmură. Asociația Prietenii Naturii organizează în fiecare an un marș și o cursă de alergare a marbrierilor. Carnavalul din Basècles încearcă, prin cortegiul său, să prezinte cât mai multe tradiții locale. Astăzi, Muzeul Pietrei și al Marmurei, aflat în Grand-Place din Basècles, redă întreaga istorie a carierelor și marmurei din sat.

## Arheologie

### Vestigii galo-romane
În 1881, într-un ogor aflat lângă actualul cimitir, s-au descoperit fundațiile unor clădiri, inclusiv un fel de hipocaust al unei vile galo-romane; locul se numea odinioară Hellies. În 1934, un fermier din Basècles, Jean-Baptiste Bocquet, a descoperit o comoară galo-romană cu 494 de monede, într-o cavitate ierboasă și împădurită cunoscută sub numele de Cattenifosse.

### Cimitire merovingiene
În 1848, pe partea stângă a drumului de la Mons la Tournai, la circa 700 de metri de biserică, în timpul lucrărilor de decolmatare a unei cariere recent deschise, au fost descoperite aproximativ cincizeci de morminte merovingiene conținând arme (francisca, scramasax, sulițe) și ceramică. În 1860, în cariera numită „trau Antoine” au fost dezgropate patru schelete înarmate. În 1875, alte două schelete cu sulițe și săbii au fost descoperite în exploatarea domnului Place.

## Demografie
- INS - 1831 până în 1970 = recensăminte, 1976 = numărul de locuitori la 31 decembrie.

## Patrimoniu și cultură

### Patrimoniu arhitectural și situri
Muzeul Pietrei și al Marmurei: Întreaga istorie a carierelor și a marmurei din Basècles este prezentată în Muzeul Marmurei și Pietrei, aflat în Grand-Place, și organizat de Asociația pentru conservarea patrimoniului din Beloeil (ASPB). Muzeul își expune colecțiile pe două niveluri: panouri didactice și „piese de mari dimensiuni”, urmate de unelte și creații ale marbrierilor, într-o atmosferă care oferă vizitatorului impresia unui mic salt în trecut.
Castelul Daudergnies: Fostul castel Daudergnies, situat pe strada Daudergnies, este o impunătoare reședință în stil eclectic (secolul al XIX-lea), care amintește de figura ilustră a basèclois-ului Jean-Baptiste Daudergnies, care, între două călătorii în jurul lumii, a găsit timp să construiască un castel în satul său natal. Vizita în Basècles poate fi completată cu o plimbare pe situl fostelor cariere, pe strada des Carrières și strada Grandglise, unde, alături de luciurile de apă, se mai păstrează câteva mărturii ale arheologiei industriale.
Biserica Saint-Martin: Este construită în stil clasic, din cărămidă, gresie și piatră, și datează din 1779. Adăpostește o statuară interesantă: monumentele funerare gotice ale lui Simon Leval (secolul al XV-lea), realizate din piatră de Tournai, și cel al lui Jehan Benoît (secolul al XVI-lea), în piatră albă, o reprezentare a carității Sfântului Martin, din lemn policrom (în jurul anului 1600). Săpături efectuate în biserică au scos la iveală fundațiile unor edificii anterioare (secolul al XIV-lea).
- Capela celor Trei Frați, pe strada Quevaucamps.
- Capela Sfânta Tereza și capela Notre-Dame-de-Lourdes, pe strada Banc de Pierre.
- Capela Sfântului Hubert, pe strada Pré à Parchons.
- Nișa Sfântului Hubert și calvarul Lapouille, pe strada Carme.
- Castelul Battaille, capela Bunului Dumnezeu al Milostivirii, capela Notre-Dame de la Délivrance, pe strada Octave Battaille.
- Monumentul din Place Verte, monumentul din Place de la Victoire, monumentul Alfred Gors din Place Verte și monumentul aniversar de 25 de ani al carnavalului din Basècles, pe strada Grande.